# Scuola media superiore italiana Leonardo da Vinci di Buie
La Scuola media superiore italiana Leonardo da Vinci di Buie (abbreviata in SMSI Buie; in croato Talijanska srednja škola Leonardo da Vinci, in breve STS Buje) è una scuola pubblica per la minoranza italiana a Buie in Croazia. La scuola fu istituita nel 1969.